# Portugal en los Juegos Europeos de Cracovia 2023
Portugal participó en los Juegos Europeos de Cracovia 2023 con un equipo de 209 deportistas. Responsable del equipo nacional fue el Comité Olímpico de Portugal.

## Medallistas
El equipo de Portugal obtuvo las siguientes medallas:
| Nombre                            | Deporte       | Competición         |
| --------------------------------- | ------------- | ------------------- |
| Oro                               |               |                     |
| Auriol Dongmo                     | Atletismo     | Peso F              |
| Messias Baptista                  | Piragüismo    | K1 200 m M          |
| Kevin Santos Teresa Portela       | Piragüismo    | K2 200 m mixto      |
| Plata                             |               |                     |
| João Coelho                       | Atletismo     | 400 m M             |
| Isaac Nader                       | Atletismo     | 1500 m M            |
| Miguel Frazão                     | Esgrima       | Espada individual M |
| Gonçalo Noite                     | Muay thai     | –71 kg M            |
| Matilde Maria Ro                  | Muay thai     | –57 kg F            |
| Fernando Pimenta                  | Piragüismo    | K1 500 m M          |
| Marcos Freitas                    | Tenis de mesa | Individual M        |
| Bronce                            |               |                     |
| Equipo                            | Fútbol playa  | Torneo F            |
| Ana Carriço da Cruz               | Karate        | Kata F              |
| Afonso Fazendeiro Miguel Oliveira | Pádel         | Dobles M            |
| Francisca Laia                    | Piragüismo    | K1 200 m F          |
| Shao Jieni Matilde Pinto Fu Yu    | Tenis de mesa | Equipo F            |
| Equipo                            | Tiro          | Foso por equipo M   |